# Gorybia quadrispinosa
Gorybia quadrispinosa là một loài bọ cánh cứng trong họ Cerambycidae.